# 雷克纳·诺撒勒
何塞·雷克纳·诺撒勒（西班牙語：José Requena Nozal；1947年10月25日—），生於西班牙萨拉戈萨，是一个自学成才的艺术家，画家，谁使用不同的技术（蜡画，油画，丙烯和粉彩）。他的作品散落在西班牙，欧洲和美国。他多次出展覽，為公眾和評論家。

## 传记
他出生在1947年10月25日的阿拉巴尔是属于萨拉戈萨的社区。在拉里奥哈省博物馆在1975年是他的第一次个展实现，在那时，他已具象作品出名和边际主题及油画技术。
在1982年参加由美国广播公司报纸组织“全国绘画大赛的青年艺术家”，参加了”第七次黑白色绘画奖版。
在1996年，他被授予纽约戈雅艺术画廊，得到“第二次纽约市的夏季馆»的第一等奖，但未能出席颁奖典礼，将以馆长，路易斯埃尔南德斯德尔波索，他收集展览的奖项。
自从1997年以来，他属于西班牙的画家和雕塑家的协会会员，凭会员号是2753。
在2016年在西班牙的阿利坎特城市，德尼亚，举办他的回顾展作品。
参与国际博览会“艺术马贝拉” 已壁画名为“黄石”。 

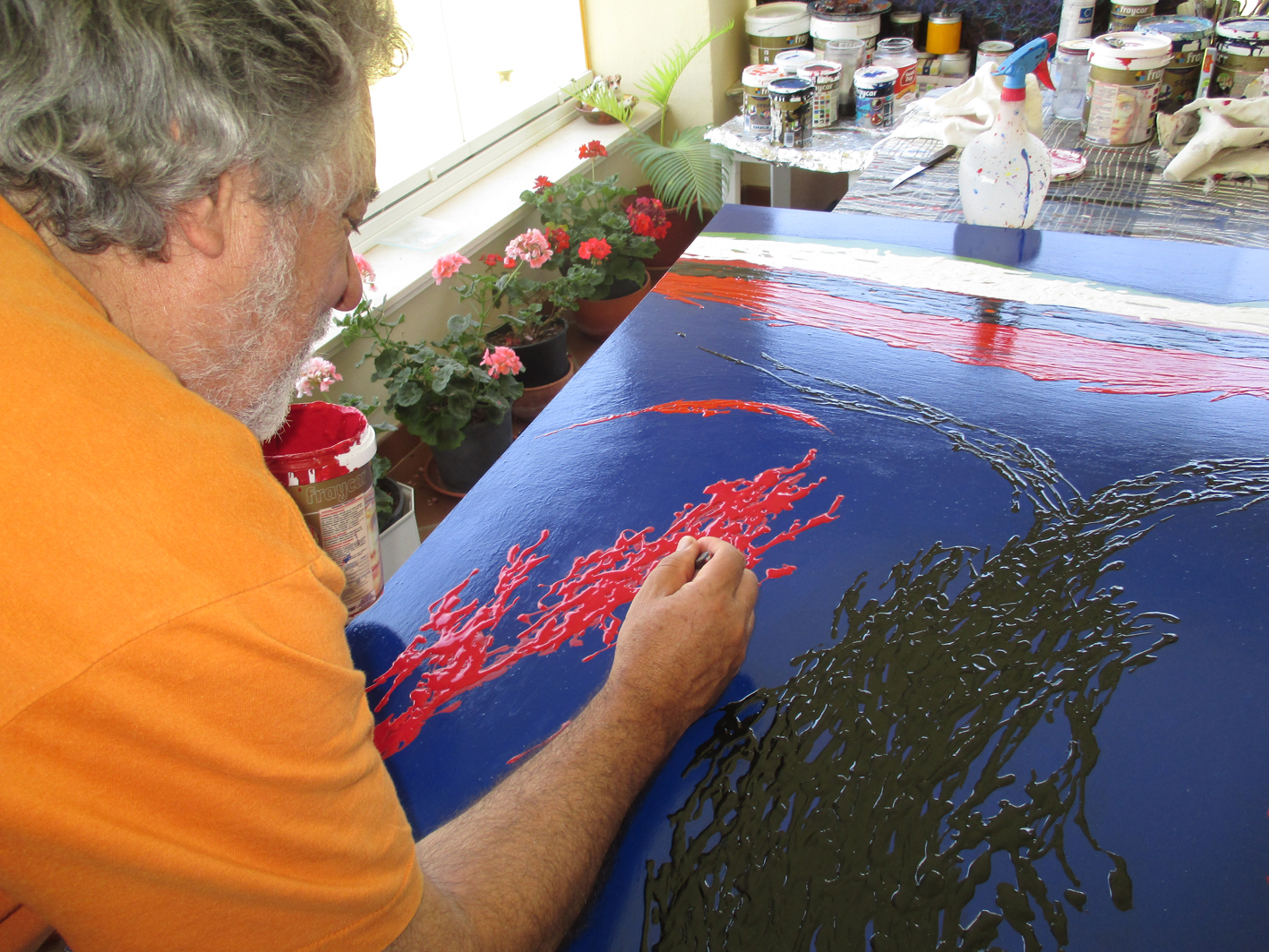

## 技术
他一部分的工作，限于蜡画限其目的“自愿，和众人的分类。在他的作品，他已收集了“各种环境下（...）和个坚定的人感觉，有一定的抒情性，在现实中没有立足之地在旁边一个特别的感觉表达了兴趣。
自2004年以来从根本上改变他的风格抽象表现主义或斑點派，从那将使用他的蜡画作品，丙烯和金箔使用。 

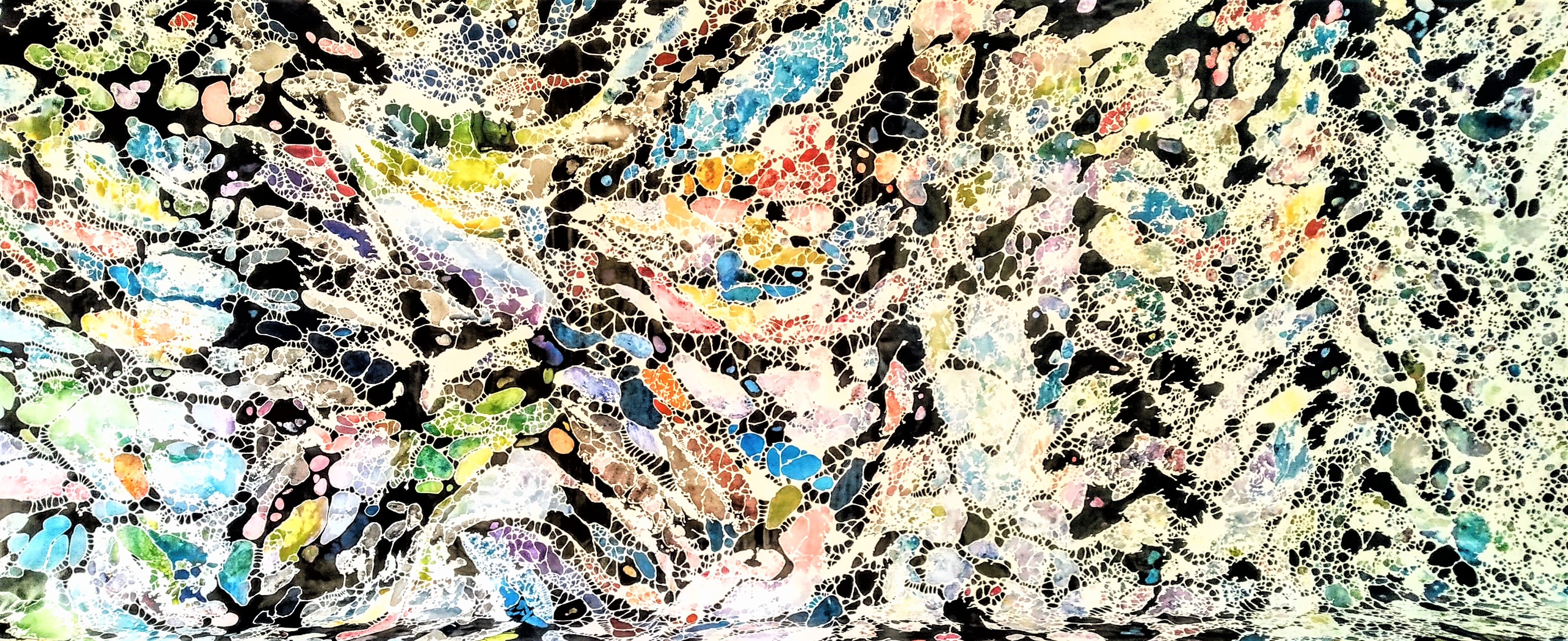
El laberinto de la memoria - [Acrylic on canvas] 2018 (630x270)

## 画廊

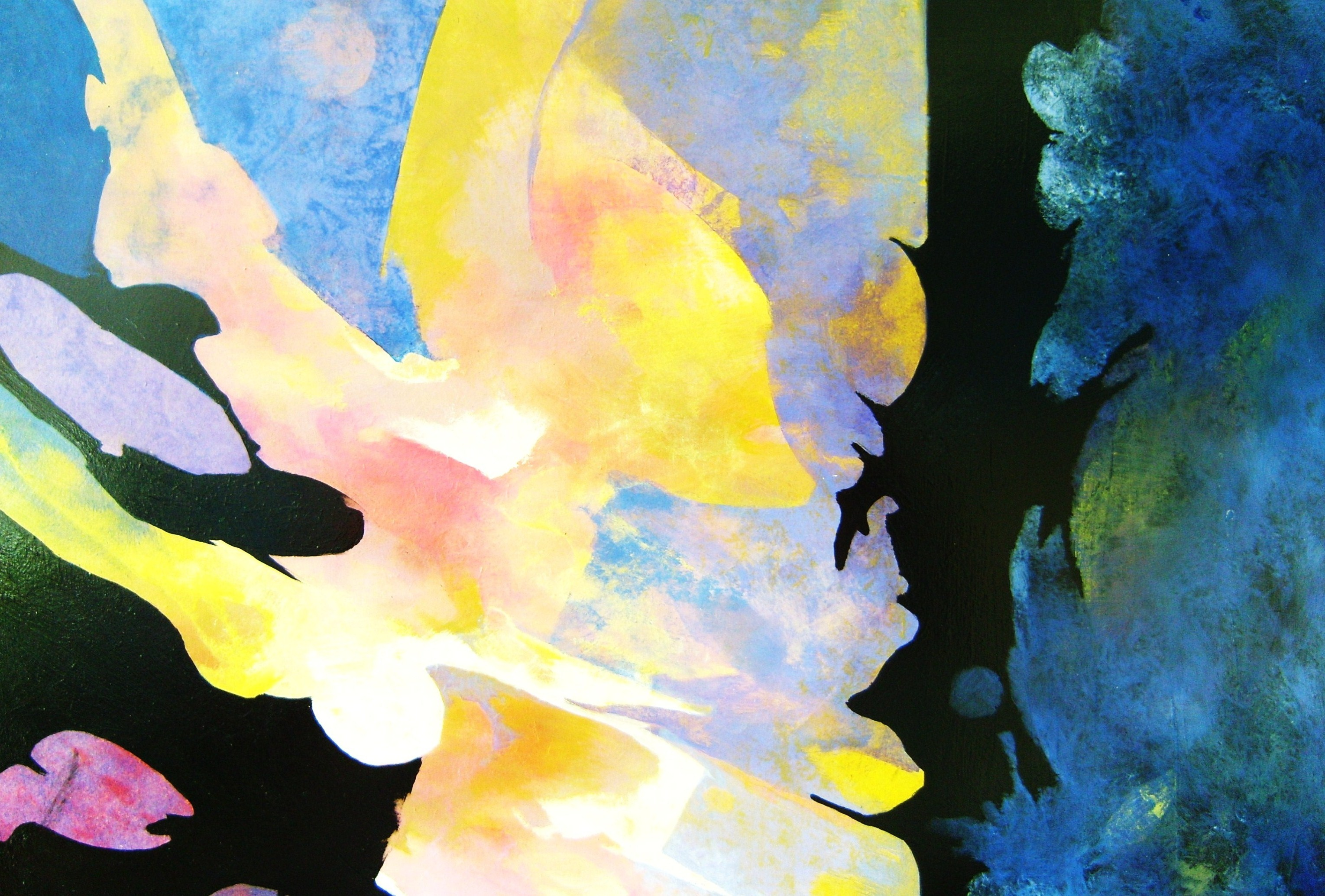
Celeste I [Acrílico sobre tablex] 2006 (70x50)
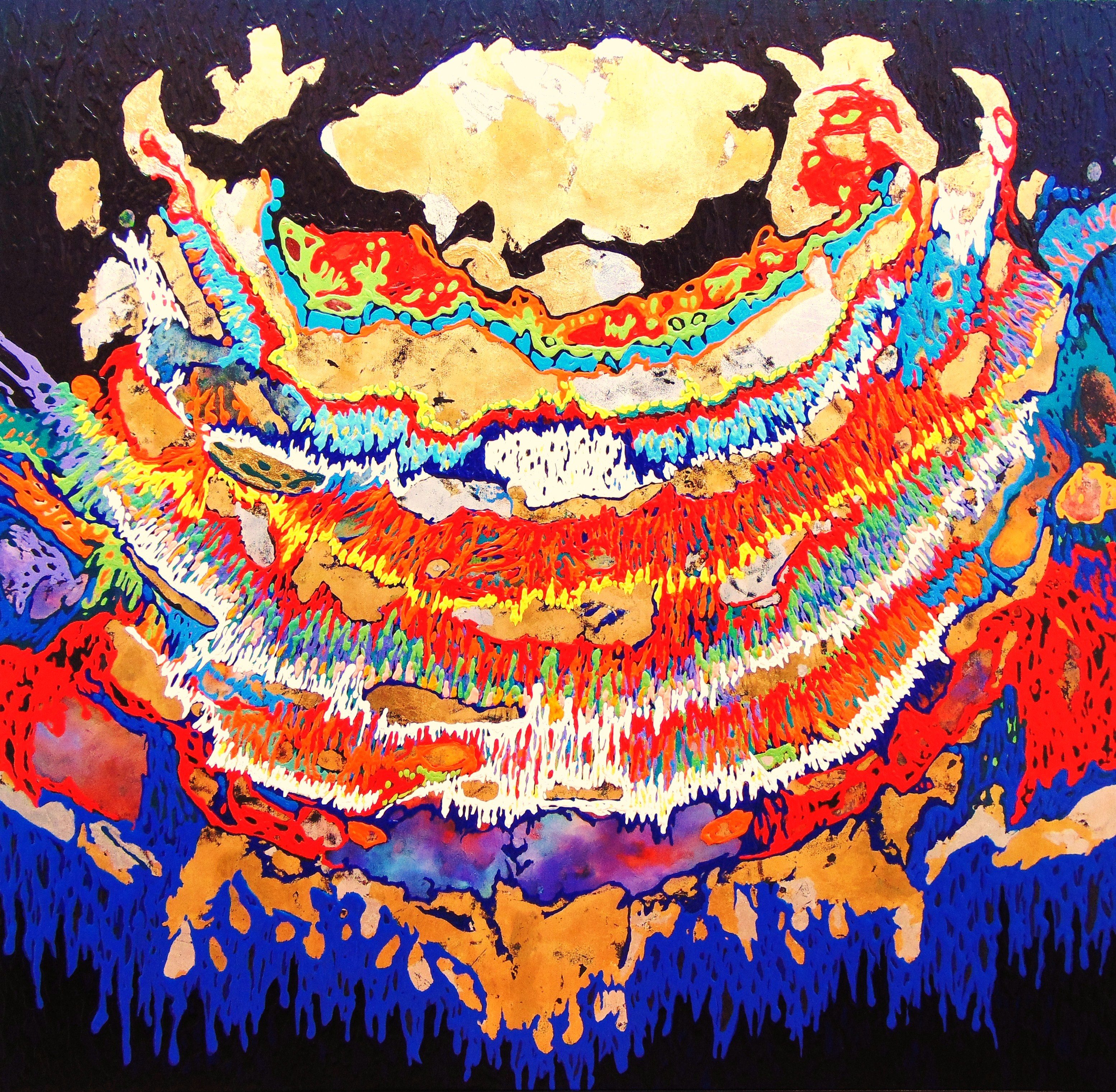
Collar egipcio [Acrílico y pan de oro sobre tablex] 2015 (122x118)
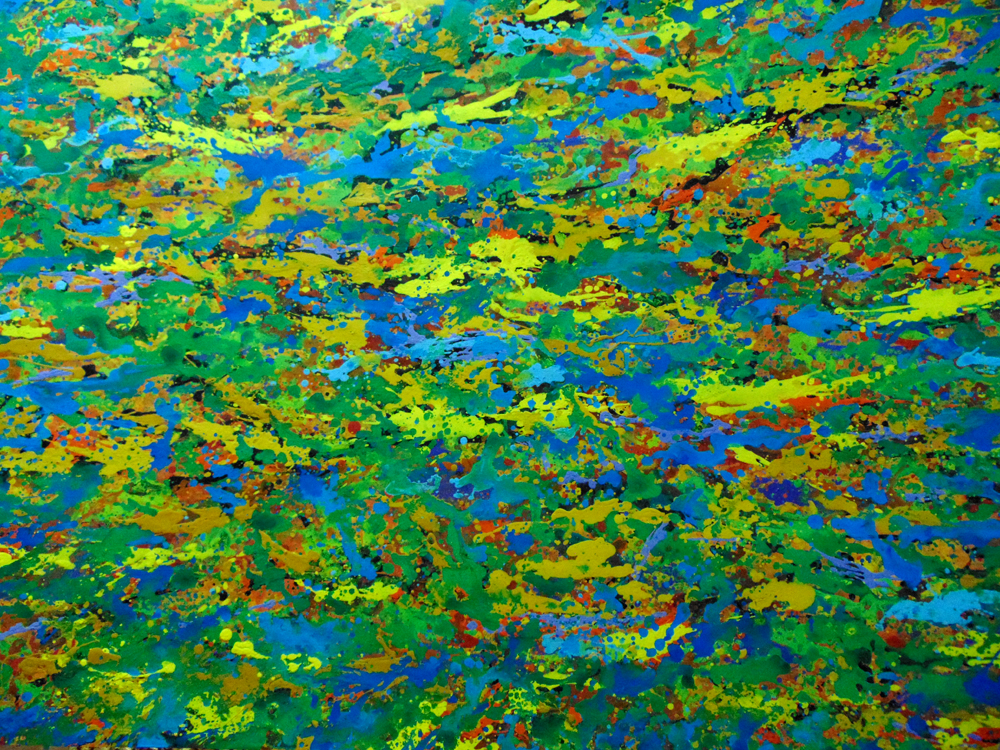
Homenaje a Gora [Acrílico sobre papel y tablex] 2014 (100x70)
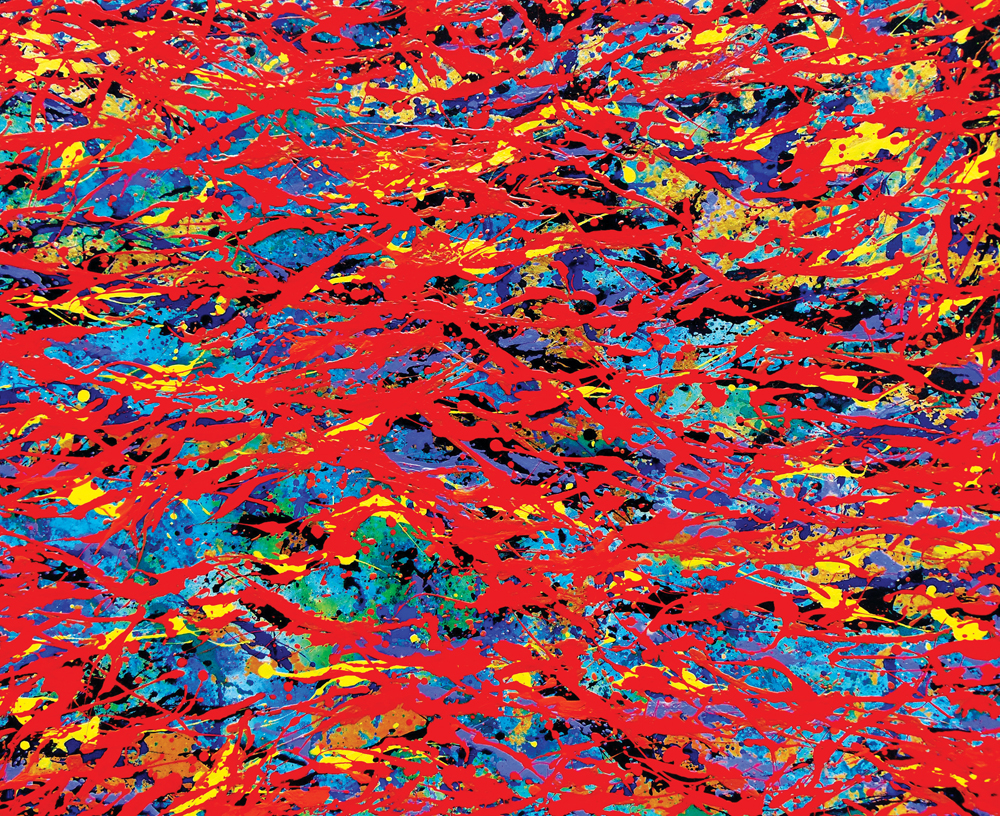
Hatshepsut II [Acrílico y pan de oro sobre tablex] 2015 (120x100)
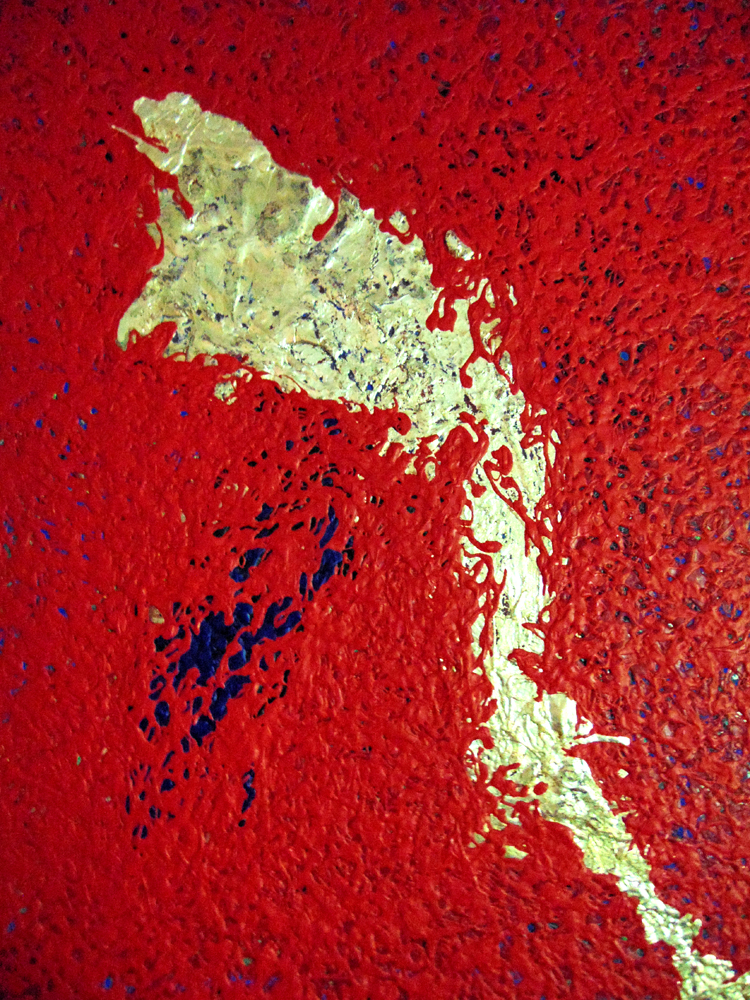
Lago Dorado [Acrílico y pan de oro] 2015 (122x100)
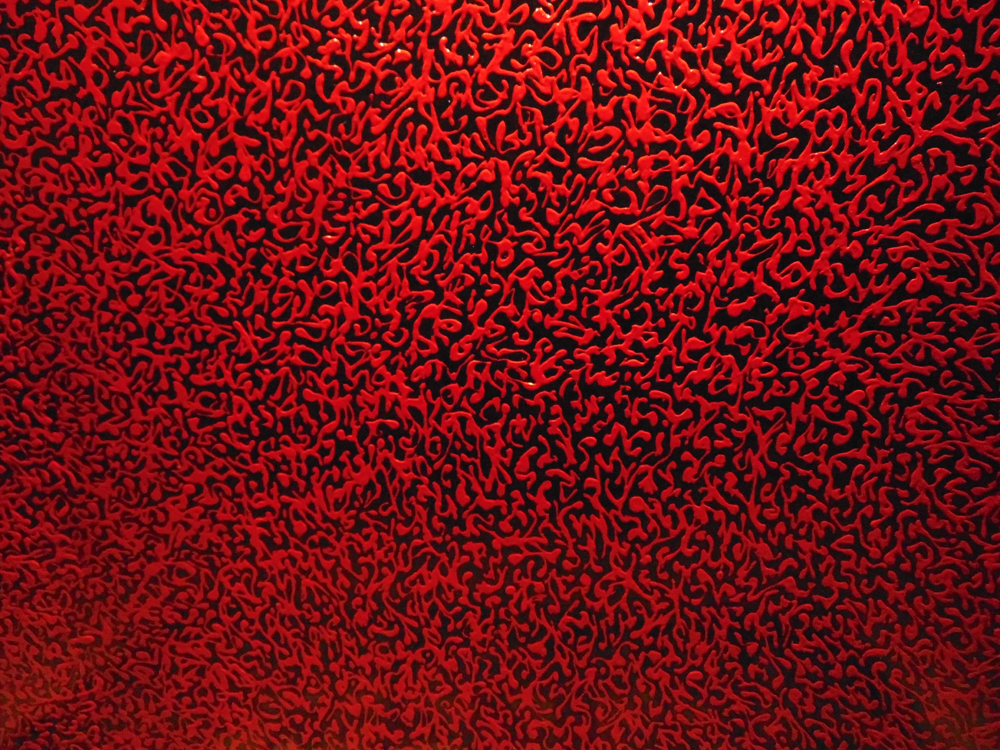
Dianium 7 [Acrílico sobre lienzo] 2015 (195x130)
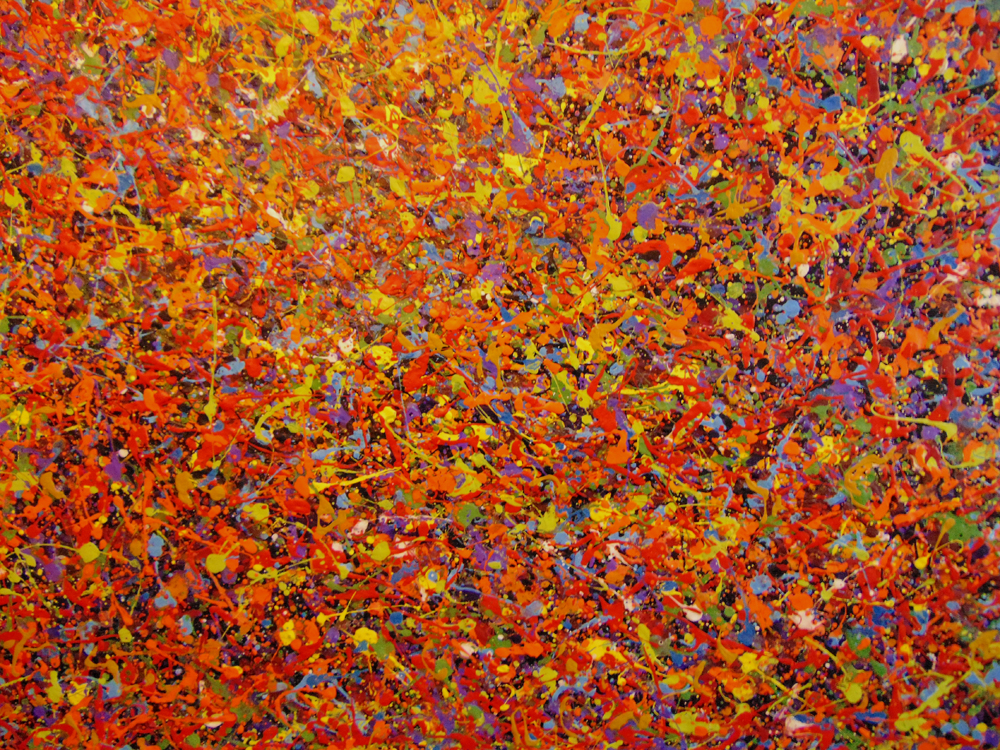
Dianium 16 [Acrílico sobre papel y tablex] 2015 (100x70)
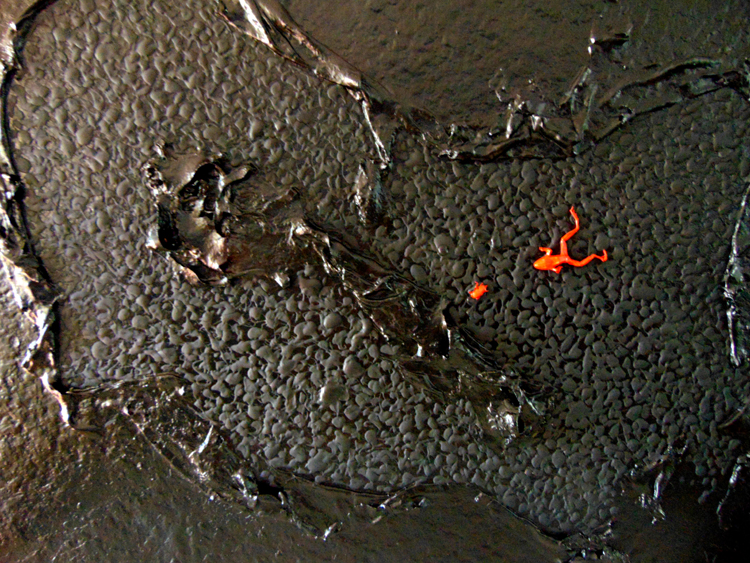
El fin es el fin [Técnica mixta sobre lienzo] 2016 (122x100)
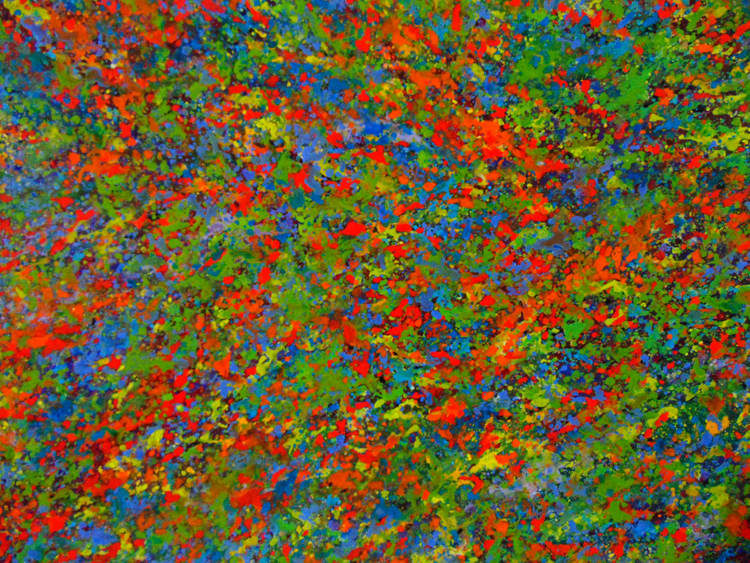
Murano IV [Acrílico sobre lienzo] 2016 (122x100)
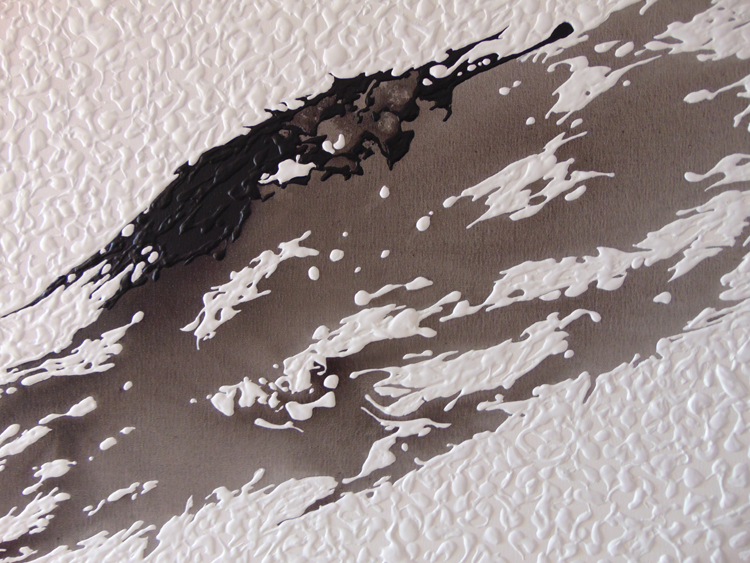
Sin Título [Acrílico sobre lienzo] 2016 (100x70)
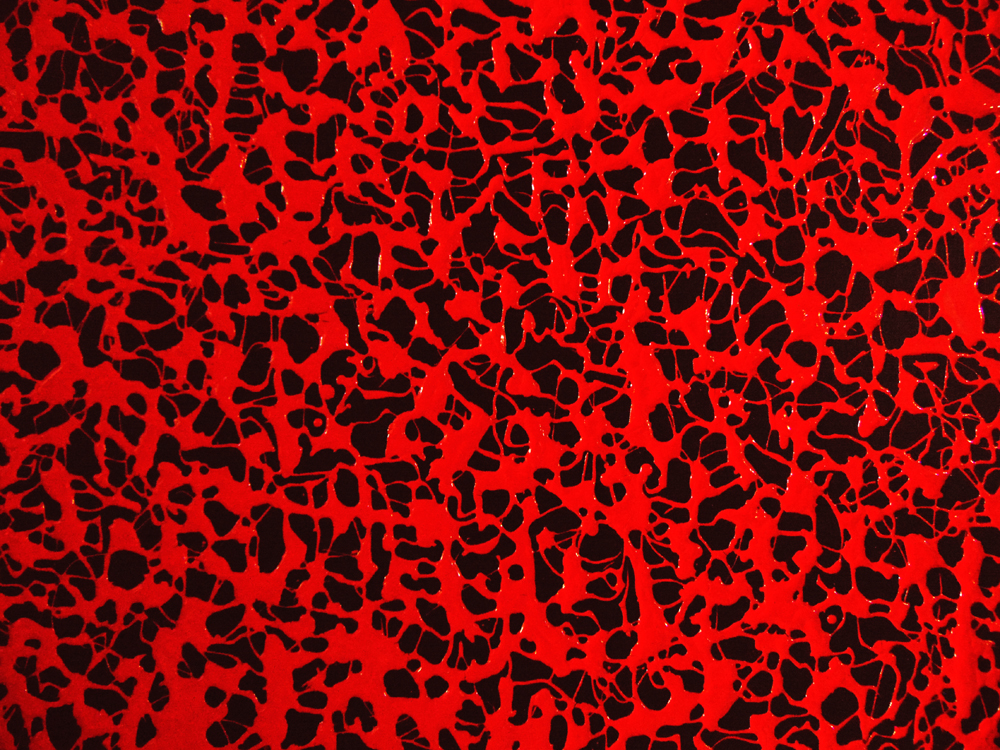
Serie Micra [Acrílico sobre bastidor] 2016 (50x50)
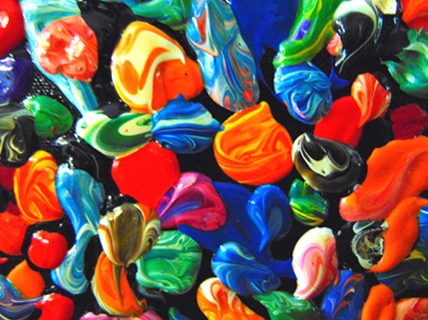
Fragmento Murano
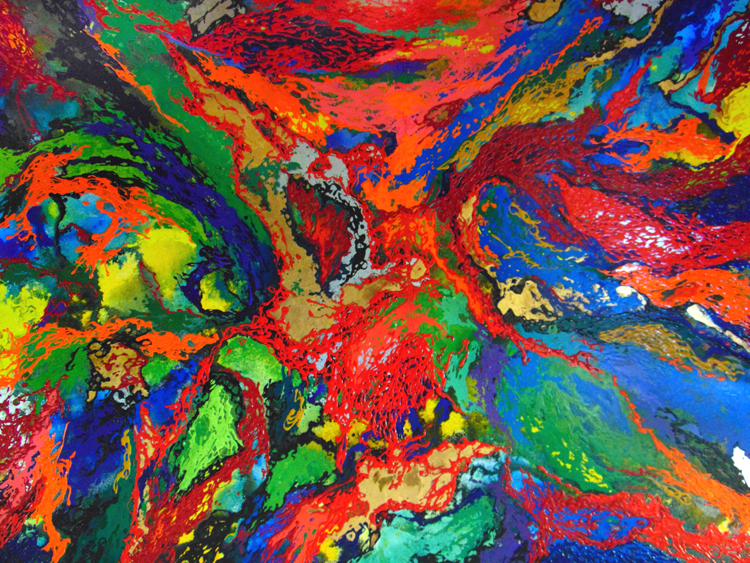
Yellowstone [Acrílico y pan de oro sobre lienzo] 2015 (260x195)
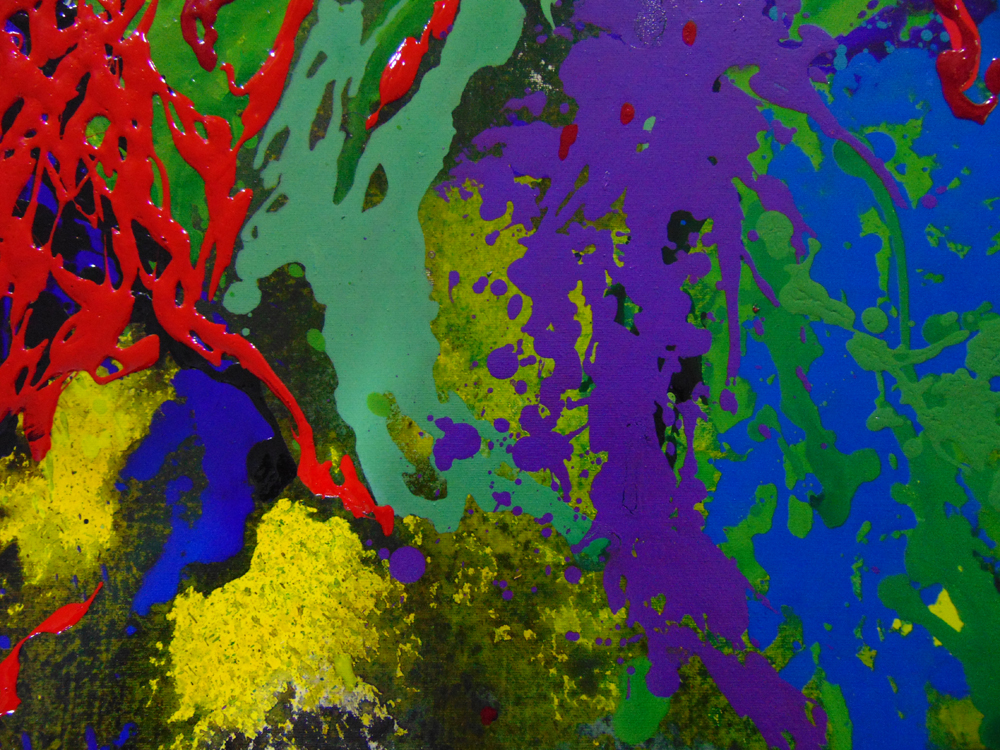
Fragmento de la obra Yellowstone (2015)
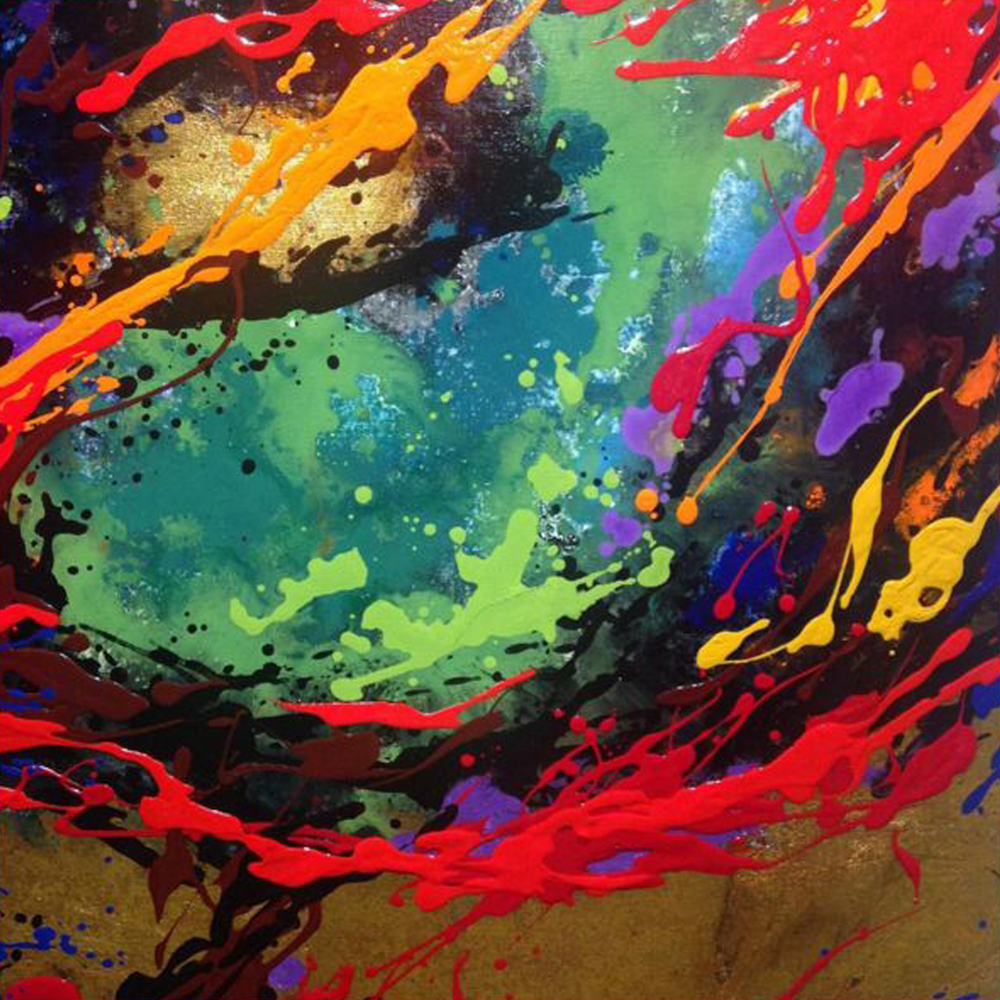
Fragmento de la obra Yellowstone (2015)
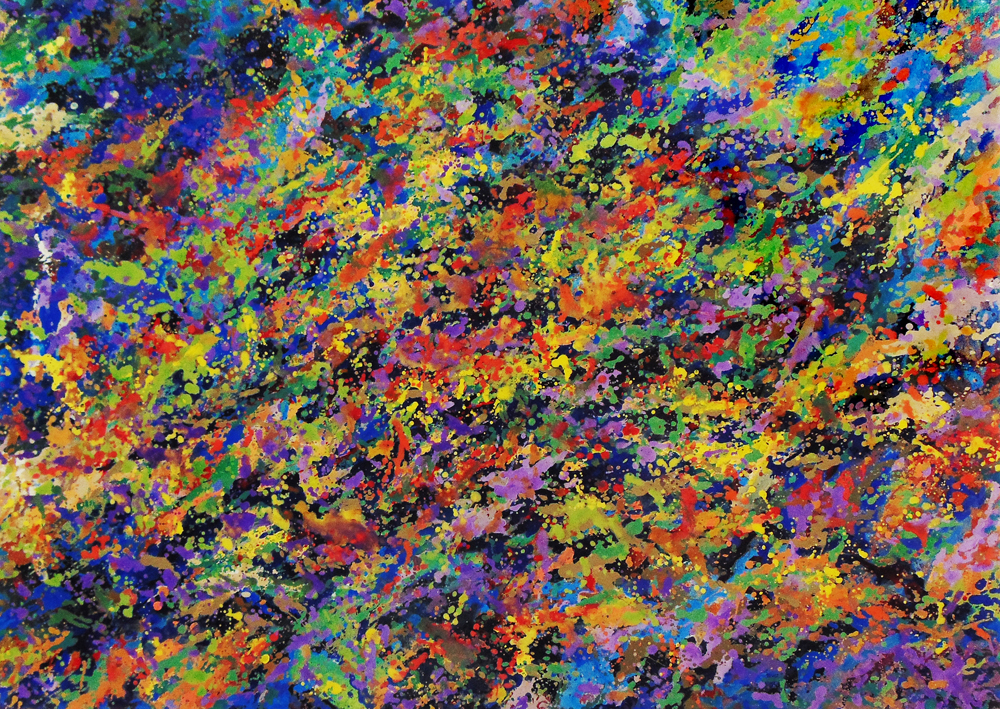
Recuerdo a Ulmer (Acrílico sobre tablex) 2014 (100x70)